# Cratere Buta
Buta  è un cratere sulla superficie di Marte.